# Щугорев, Дмитрий Анатольевич
Дми́трий Анато́льевич Щу́горев (род. 27 января 1978 года, Москва) — российский журналист, ведущий и корреспондент телеканала «Россия-24» (с 2007 года), ранее — корреспондент «Первого канала» (с 2000 по 2005 год), международной телекомпании «Russia Today» (с 2005 по 2007 год).

## Биография
Родился 27 января 1978 года в Москве.
Окончил переводческий факультет Московского государственного лингвистического университета (МГЛУ) в 2000 году.
Владеет английским и немецким языками.

## Профессиональная деятельность
С мая 2000 по июль 2005 года — корреспондент, старший редактор отдела международной информации ОАО «ОРТ» (с 2002 года — ОАО «Первый канал»). Работал в программах «Новости», «Времена» и «Время». Неоднократно выезжал в служебные командировки в Ирак и Иран.
С июля 2005 по февраль 2007 года — специальный корреспондент российской международной многоязычной информационной телекомпании «Russia Today».
С марта 2007 года — ведущий линейного эфира выпусков новостей и информационных программ («Городские технологии», ранее — «Сенат», «Дебаты», «Проект Обама») круглосуточного информационного телеканала «Россия-24».
В случае необходимости, освещает официальные мероприятия в качестве корреспондента на месте событий (например: саммит ОБСЕ 1—2 декабря 2010 года в городе Астана (Казахстан); послание Президента России Владимира Путина Федеральному Собранию РФ 12 декабря 2012 года; торжественные мероприятия в Сочи 7 февраля 2013 года, посвященные Году до начала XXII Олимпийских зимних игр 2014).
Автор специальных репортажей, документальных и научно-популярных фильмов.
В 2011—2016 годах — ведущий предвыборных дебатов на парламентских и президентских выборах на телеканалах «Россия-24», «Россия-1» и «Москва 24», в августе 2013 года — ведущий предвыборных дебатов кандидатов на пост мэра Москвы на телеканалах «Москва 24» и «Москва. Доверие». Также ведущий программы «Наш город. Диалог с мэром» на телеканале «ТВ Центр».
В качестве помощника ведущих участвовал в проведении передач «Разговор с Владимиром Путиным. Продолжение» (15 декабря 2011 года) и «Прямая линия с Владимиром Путиным» (25 апреля 2013 года, 17 апреля 2014 года и 16 апреля 2015 года).
В 2021 году был ведущим предвыборных дебатов на выборах в Государственную думу на «России-24».
С 2024 года занимает должность главного редактора телеканала «Москва 24».

## Награды
- Благодарность Правительства Российской Федерации (3 марта 2012 года) — за активное участие в освещении деятельности Председателя Правительства Российской Федерации[20].
- Благодарность Главы Республики Ингушетия (26 августа 2013 года) — за заслуги в развитии телерадиовещательной системы, большой личный вклад в формирование электронной медиа-индустрии Республики Ингушетия[21].